# IC 1874
IC 1874 је спирална галаксија у сазвјежђу Персеј која се налази на листи објеката дубоког неба у Индекс каталогу.
Деклинација објекта је + 36° 0' 54" а ректасцензија 3h 6m 21,9s. Привидна величина (магнитуда) објекта IC 1874 износи 13,7 а фотографска магнитуда 14,6. IC 1874 је још познат и под ознакама MCG 6-7-39, CGCG 524-50, NPM1G +35.0087, PGC 11652.